# (162) Laurentia
(162) Laurentia es un asteroide que forma parte del cinturón de asteroides y fue descubierto por Prosper Mathieu Henry desde el observatorio de París, Francia, el 21 de abril de 1876. Está nombrado en honor del astrónomo francés Joseph Jean Pierre Laurent, descubridor de un asteroide.

## Características orbitales
Laurentia orbita a una distancia media de 3,019 ua del Sol, pudiendo acercarse hasta 2,48 ua y alejarse hasta 3,559 ua. Su inclinación orbital es 6,096° y la excentricidad 0,1787. Emplea en completar una órbita alrededor del Sol 1916 días.